# Karl Riplinger
Karl Riplinger (* 30. Oktober 1904 in Fitten; † nach 1961) war ein saarländischer Politiker (CDU).
Nach dem Besuch der Volksschule arbeitete Riplinger im landwirtschaftlichen Betrieb der Eltern. Zwischen 1925 und 1927 absolvierte er eine Ausbildung an der Landwirtschaftsschule in Saarlouis und gründete 1932 schließlich seinen eigenen Landwirtschaftsbetrieb. Im damals dem Völkerbund unterstellten Saargebiet setzte er sich als Ortsgruppenleiter der Deutschen Front für eine Rückkehr ins Deutsche Reich ein. Nach der Eingliederung wurde er Ortsbauernführer im Reichsnährstand. Am 27. April 1941 beantragte er die Aufnahme in die NSDAP und wurde zum 1. Juli desselben Jahres aufgenommen (Mitgliedsnummer 8.746.971). Von 1936 bis 1944 war er außerdem Mitglied des Gemeinderats von Fitten. 1944 wurde Riplinger zum Kriegsdienst einberufen. Er geriet in Kriegsgefangenschaft, aus der im Herbst 1946 krankheitshalber entlassen wurde.
Riplinger trat der saarländischen CDU bei und konnte im Juli 1959 für Wilhelm Kratz in den Landtag des Saarlandes nachrücken. Er gehörte dem Parlament bis Januar 1961 an.